# Аарон Едесиаци
Аарон Едесиаци (арм. Ահարոն Եդեսիացի) — армянский врач XII—XIII веков, основатель целой врачебной династии.

## Жизнь и деятельность
О биографии Аарона известно крайне мало. Был родом из города Эдесса. Годы жизни неизвестны, но основная его деятельность приходится на конец XII—начало XIII века. Амирдовлат Амасиаци в своём труде «Ненужное для неучей» упоминает Аарона и его потомков — сыновей Степаноса и Чошлина, а также Акопа, Саргиса, Дегина, Симавона и Ваграма, ставя их в один ряд с Мхитаром Гераци и отмечая, что они «написали много книг о воздействии и полезности лекарств». Деятельность этого рода, по всей видимости, была тесно связана с киликийской медицинской школой.
Несмотря на упоминания (вплоть до XVII века) в армянских лечебниках Аарона и его потомков, ни один авторский труд представителей этого рода не сохранился полностью — до наших дней дошли лишь отрывки медицинского труда «Цагик» Степаноса, которые более поздние армянские врачи (в частности, Асар Себастаци) включили в свои труды. В этих отрывках есть и несколько авторских рецептов Аарона, посвящённых разным областям медицины — лечению язвы, инфекционного заражения уха, терапии грыжи, и т. д..